# Enrique Magalona
Enrique Barrera Magalona (* 5. November 1891 in Saravia (heute: Enrique B. Magalona), Negros Occidental; † 1960) war ein philippinischer Politiker der Nacionalista Party (NP) und später der Liberal Party, der unter anderem von 1931 bis 1935 Mitglied der Philippinischen Legislative, zwischen 1935 und 1941 Mitglied des Commonwealth-Kongresses sowie von 1941 bis 1946 Mitglied des Repräsentantenhauses war. Anschließend war er von 1946 bis 1955 Mitglied des Senats.

## Leben

### Rechtsanwalt und Mitglied des Repräsentantenhauses
Magalona, Sohn von Vicente Magalona Y Ledesma und Agusttin Barrera y Majarocan, absolvierte seine Grund- und Sekundarschulbildung am Molo Institute in Iloilo. Im Anschluss begann er ein grundständiges Studium am Colegio de San Juan de Letran, das er 1907 mit einem Bachelor of Arts (B.A. abschloss. Ein darauf folgendes Studium der Rechtswissenschaften an der Academia de la Jurisprudencia beendete er 1911 mit einem Bachelor of Laws (LL.B.) und ließ sich danach als Rechtsanwalt nieder.
Seine politische Laufbahn begann Magalona, als er 1922 zum Gemeindepräsidenten seines Geburtsortes Saravia gewählt wurde. In diesem Amt wurde er 1925 bestätigt und wurde zugleich 1926 in Bacolod zum Präsidenten der Versammlung der Gemeindepräsidenten der Provinz Negros Occidental gewählt. 1931 wurde er zum Mitglied der Philippinischen Legislative gewählt und vertrat in dieser in der 9. und 10. Legislaturperiode den Wahlbezirk Negros Occidental 1st District. Nach der Einführung eines Einkammersystems im 1935 gegründeten Commonwealth der Philippinen wurde er 1935 zum Mitglied des Commonwealth-Kongresses gewählt und vertrat in diesem nach seiner Wiederwahl am 8. November 1938 auch dort den Wahlbezirk Negros Occidental 1st District. 
Nachdem 1941 die Wiedereinführung eines Zweikammersystems beschlossen wurde, wurde Magalona bei den Wahlen am 11. November 1941 als Kandidat der Nacionalista Party zum Mitglied des Repräsentantenhauses gewählt. Dieses trat jedoch nach dem Beginn der Besetzung der Philippinen durch das Japanische Kaiserreich bei der Schlacht um die Philippinen nach dem 8. Dezember 1941 nicht mehr zusammen, so dass er dem Parlament de facto bis zu den ersten Wahlen nach Ende des Zweiten Weltkrieges angehörte.

### Senator 1946 bis 1955
Bei den Wahlen vom 23. April 1946 waren 16 der 24 Sitze des Senats zu vergeben. Bei diesen Wahlen trat Magalona für die aus dem liberalen Flügel der Nacionalista Party entstandene Liberal Party unter der Führung von Manuel Roxas und José Avelino an. Bei diesen Wahlen errang er mit 591.796 Stimmen (23 Prozent) den elften Platz von 57 Kandidaten und war damit zum Senator gewählt. Er gehörte zu den acht Senatoren, deren Amtszeit im ersten Kongress auf drei Jahre beschränkt war. Seine Wahlzeit endete somit am 31. Dezember 1949.
Dies führte dazu, dass bei den Senatswahlen vom 8. November 1949 acht der 24 Senatssitze neu zu vergeben waren. Magalona erreichte als Kandidat der Liberal Party 1.577.083 Wählerstimmen (44,1 Prozent) den vierten Platz unter 26 Kandidaten und war damit für eine nunmehr sechsjährige Amtszeit zum Senator gewählt worden. Bei dieser Wahl errangen die Kandidaten der Liberal Party alle acht neu zu wählenden Senatssitze. Während seiner Senatszugehörigkeit war er Vorsitzender der Senatsausschüsse für öffentliche Konten und den öffentlichen Dienst, für die Geschäftsordnung, für öffentliche Gesundheit, für Arbeit und Einwanderung sowie für staatliche Unternehmen. Er war maßgeblich an verschiedenen Gesetzesinitiativen beteiligt, wie zum Beispiel Moratorium Act (Republic Act 342), dem Gesetz über die kumulative Berechnung von urlaubs- und krankheitsbedingten Abwesenheiten (R.A. 611) sowie dem Gesetz über den Spanisch-Unterricht an Hochschulen und Universitäten (R.A. 709).
Bei den Senatswahlen vom 8. November 1955 bewarb sich Magalona für die Liberal Party um eine Wiederwahl für einen der acht zu vergebenen Senatssitze. Dieses Mal belegte er aber mit 1.086.054 Stimmen (21,5 Prozent) nur den 14. Platz unter 21 Kandidaten und schied somit zum 31. Dezember 1955 aus dem Senat aus. Bei dieser Wahl errangen die Kandidaten der Nacionalista Party alle acht neu zu wählenden Senatssitze. 

### Umbenennung seines Geburtsortes und Nachkommen
Nach seinem Tode wurde sein Geburtsort Saravia durch ein Gesetz des Repräsentantenhauses (House Bill 511) auf Initiative des Abgeordneten Armando Gustilo am 19. August 1967 in Enrique B. Magalona umbenannt.
Magalona war der Vater des Schauspielers Pancho Magalona, der mit seiner Ehefrau Tita Duran in zahlreichen Filmen der Filmproduktionsgesellschaft Sampaguita Pictures auftrat. Pancho Magalona und Tita Duran waren unter anderem die Eltern des Rappers Francis Magalona, der wiederum der Vater der Schauspielerin Maxene Magalona, des Schauspielers und Rappers Frank Magalona, der Schauspielerin Saab Magalona sowie des Schauspielers und Sängers Elmo Magalona ist.